# Калашне
Кала́шне (рос. Калашное) — село у складі Леб'яжівського округу Курганської області, Росія.
Населення — 244 особи (2010, 353 у 2002).